# Oud en Nieuw West-Frankenland
Oud en Nieuw West-Frankenland is een oude polder ten westen van Schiedam. Dit land werd vanaf de 14e eeuw tegen de Vlaardingerdijk bedijkt.
Op 24 juni 1495 schonken Maximiliaan en Philips aan Schiedam de jurisdictie over het Frankenland, dat de stad in erfpacht had gekregen in 1483.
De oude polder is geheel bebouwd. Er verwijzen verschillende straatnamen naar de polder, zoals de Westfrankelandsestraat en de Westfrankelandsedijk.